# Rainaldo di Dassel
Rainaldo di Dassel (in tedesco Rainald von Dassel; Germania, tra il 1114 ed il 1120 – Roma, 14 agosto 1167) è stato un arcivescovo cattolico e condottiero tedesco, arcivescovo di Colonia dal 1159 fino alla sua morte, e arcicancelliere d'Italia.

## Biografia
Figlio minore di un ricco conte sassone, Reinoldo I di Dassel, e destinato come tale ad essere un ecclesiastico, venne mandato alla scuola cattedrale di Hildesheim nel 1146, dove iniziò a lavorare come suddiacono. Successivamente si recò probabilmente a Parigi. Già dal 1130 si diceva avesse un'alta reputazione per gli studi classici, e che fosse un membro del capitolo della cattedrale di Hildesheim. Secondo prove documentali, fu prevosto nel 1148 e nel 1154 ricevette il prevostato di Petersberg a Goslar e di St. Moritz a Hildesheim. Poco dopo il 1154 divenne anche prevosto della cattedrale di Münster, ma rifiutò la sede vescovile di Hildesheim.
Come membro dell'ambasciata inviata a Roma nel 1153 da Federico Barbarossa a papa Eugenio III, rivelò per la prima volta la sua abilità politica, e nel 1156 l'imperatore lo nominò arcicancelliere dell'impero. La Dieta di Besançon (ottobre 1157) non lasciò dubbi sulla sua destrezza politica. Egli inaugurò una politica tedesca che insisteva sui diritti e i poteri dei re tedeschi, sul rafforzamento della chiesa cattolica nell'impero tedesco, la signoria dell'Italia e l'umiliazione del papato. Pieno di vita, talvolta rude e diretto, ma anche attento e calcolatore, Rainaldo, che nonostante le sue cariche ecclesiastiche, sapeva come maneggiare la spada, da quel momento influenzò la politica dei suoi padroni imperiali.
Anche se non desiderava separare completamente la Germania da Roma e manteneva ancora il rispetto medievale per la Chiesa, il suo temperamento spinse Federico Barbarossa molto più in là di quanto quest'ultimo desiderasse o di quanto fosse vantaggioso nelle circostanze. Quando Federico alla fine cedette, fu Rainaldo che gli impedì di fare concessioni che si sarebbero potute rivelare vantaggiose. La lotta con la curia cominciò alla Dieta di Besançon, dove Rainaldo respinse vigorosamente l'uso della parola beneficium, che poteva significare feudo ma anche beneficio. Nell'espressione usata, che il papa sarebbe stato lieto di garantire all'imperatore ancor più grandi beneficia (o benefici), si pensava che si potesse trovare il vecchio desiderio della curia per la padronanza del mondo.
Nel 1158 Rainaldo intraprese un viaggio diplomatico in Italia per preparare la strada all'imperatore. Nel 1159 venne nominato arcivescovo di Colonia "in assenza", e durante lo scisma tra papa Alessandro III e l'antipapa Vittore IV, sostenne il papa imperiale. Nel 1160 fu ambasciatore dell'imperatore alle corti dei re di Francia e Inghilterra, che cercò di portare dalla parte dell'antipapa, ma senza successo.
Nel gennaio 1159 l'inviato imperiale Rainaldo entrò nella città di Milano, che era stata conquistata pacificamente nel 1158, e venne espulso e quasi ucciso dagli abitanti. Allora l'imperatore Barbarossa iniziò il secondo assedio di Milano, che sarebbe finito con la distruzione della città nel 1162. Rainaldo venne impiegato anche in negoziati diplomatici con Genova, Pisa, e con Luigi VII di Francia; tutti questi, comunque, fallirono.
Nel 1163 Alessandro III scomunicò Rainaldo, che aveva sonoramente proclamato in questi negoziati il diritto dell'imperatore di disporre della sede papale. Basando le sue azioni sui decreti Roncaliani emessi alla Dieta di Roncaglia, nei pressi di Piacenza nel 1158, Rainaldo venne ancora una volta impiegato con successo in Italia per gli affari dell'imperatore. Quando Vittore IV morì, Rainaldo, di sua iniziativa e senza aspettare il consenso dell'imperatore, elesse a Lucca un nuovo antipapa, Pasquale III. Federico difficilmente avrebbe proseguito lo scisma. Rainaldo lo sapeva e quindi desiderava forzare l'imperatore a continuare la lotta per la supremazia imperiale.
Nel 1164 tornò di nuovo in Germania, e portò con sé a Colonia le reliquie dei Re Magi, prese come bottino di Milano e portate in dono all'imperatore Federico Barbarossa (sono ancor oggi conservate nel duomo di Colonia). Nel frattempo il numero di seguaci del papa legittimo in Germania aumentarono. Rainaldo conquistò il consenso del Re d'Inghilterra a una comune azione politico-ecclesiastica per conto di Pasquale e ancora una volta prese le armi in difesa della propria ambizione, che sperava avrebbe potuto essere avanzata con la proposta canonizzazione di Carlo Magno ad Aquisgrana nel 1165. Nel 1167 Rainaldo tornò di nuovo in Italia, attivamente impegnato a preparare la strada per l'imperatore. Assieme a Cristiano di Buch, arcivescovo di Magonza, e sotto la guida di Rainaldo, un esercito tedesco ottenne una vittoria contro una più grande forza di truppe romane nella battaglia di Monte Porzio il 29 maggio 1167. Morì probabilmente di malaria poco dopo questa battaglia e venne sepolto in una cappella della Cattedrale di Colonia.
Rainaldo di Dassel fu forse l'alto prelato presso cui prestò servizio, fin dal 1161, il clericus vagans e poeta goliardico noto come Archipoeta.

## Genealogia episcopale e successione apostolica
La genealogia episcopale è:
- Vescovo Philipp von Katzenelnbogen
- Arcivescovo Rainaldo di Dassel

La successione apostolica è:
- Vescovo Alexandre Orree (1165)